# Итинодзё Такаси
Итинодзё Такаси (яп. 逸ノ城駿, урожденный Ичинноров Алтанхуягийн (монг. Алтанхуягийн Ичинноров), с 2021 личное имя – Такаси Миура, род. 7 апреля 1993, аймак Архангай, Монголия) — монгольский профессиональный борец сумо. Высший ранг за карьеру — сэкивакэ. В июле 2022 года завоевал Кубок Императора.
В 2021 году получил японское подданство и сменил имя.
В мае 2023 года завершил карьеру, объявив об отставке.

## Краткое описание карьеры
Родился в семье кочевников, с детства занимался физическим трудом, пас скот. Занимался монгольской борьбой, дзюдо. В 2010 году приехал в Японию по приглашению директора школы «Дзёхоку» (префектура Тоттори). В сентябре 2013 года стал чемпионом Японии по сумо среди рабочих и служащих и получил право начать выступления в профессиональном сумо с дивизиона макусита. Невероятно быстро прогрессировал, уже в первом турнире в макуути (сентябрь 2014) добился результата 13-2, победив ёкодзуну Какурю и одзэки Кисэносато и Гоэйдо, и был награждён поощрительными премиями за выдающееся выступление (сюкун-сё) и за боевой дух (канто-сё). В ноябрьском бандзукэ 2014 был зачислен в санъяку и выступал в звании сэкивакэ.
Отличается выдающимися физическими данными, чем при встрече удивил ёкодзуну Хакухо.
После достижения своего максимального веса в 215 килограмм, Итинодзё сумел скинуть вес и на ноябрьском турнире 2016 года выступал с весом 185 кг.
В июле 2022 года на турнире Нацу басё добился своего лучшего результата в высшей лиге сумо — выиграл Кубок императора со статистикой 12-3, получил «золотую звезду» (кимбоси) за победу над ёкодзуной Тэрунофудзи, а также выиграл специальный приз сюкун-сё за выдающееся выступление. 
В декабре 2022 года был дисквалифицирован на один турнир на нарушение антикоронавирусных предписаний. Из-за этого также был разжалован в ранге и понижен в дзюрё.
В марте 2023 года выиграл турнир в дзюрё в рамках Хару басё со статистикой 14-1 и был возвращен обратно в макуути, получив ранг маэгасиры №13. Однако 4 мая 2023 года объявил о своей отставке, объяснив ее хроническими проблемами с поясницей, из-за которых сумотори было порой тяжело ходить и лежать на боку. Итинодзё заявил о том, что хотел продолжать выступать, но понял, что его тело «просто не выдержит». Несмотря на наличие японского подданства, Итинодзё не получил лицензию тренера (ояката), поэтому не смог остаться в Японской ассоциации сумо в качестве наставника.

## Результаты выступлений
| Год в сумо | Январь Хацу басё, Токио    | Март Хару басё, Осака      | Май Нацу басё, Токио                              | Июль Нагоя басё, Нагоя      | Сентябрь Аки басё, Токио                          | Ноябрь Кюсю басё, Фукуока                           |
| --- | -------------------------- | -------------------------- | ------------------------------------------------- | --------------------------- | ------------------------------------------------- | --------------------------------------------------- |
| 2013 | x                          | x                          | x                                                 | x                           | x                                                 | (Маэдзумо)                                          |
| 2014 | Макусита-цукэдаси #15 6–1  | Макусита #3 запада 6–1     | Дзюрё #10 запада 11–4–PP Чемпион                  | Дзюрё #3 запада 13–2–P      | Маэгасира #10 востока 13–2 ВД★                    | Сэкивакэ запада 8–7                                 |
| 2015 | Сэкивакэ запада 6–9        | Маэгасира #1 запада 9–6 ★  | Комусуби запада 8–7                               | Сэкивакэ запада 4–11        | Маэгасира #4 востока 9–6                          | Маэгасира #1 востока 6–9                            |
| 2016 | Маэгасира #3 востока 2–13  | Маэгасира #11 востока 11–4 | Маэгасира #2 запада 5–10 ★                        | Маэгасира #7 востока 9–6    | Маэгасира #3 запада Пропустил из-за травмы 0–0–15 | Маэгасира #13 запада 7–8                            |
| 2017 | Маэгасира #13 запада 11–4  | Маэгасира #7 востока 6–9   | Маэгасира #9 востока 8–7                          | Маэгасира #6 востока 7–8    | Маэгасира #6 востока 8–7                          | Маэгасира #4 запада 10–5 ★                          |
| 2018 | Маэгасира #1 запада 10–5 ★ | Комусуби востока 9–6       | Сэкивакэ #1 запада 8–7                            | Сэкивакэ #1 востока 8–7     | Сэкивакэ #1 запада 8–7                            | Сэкивакэ #1 запада 6–9                              |
| 2019 | Маэгасира #1 запада 6–9 ★  | Маэгасира #4 запада 14–1 В | Сэкивакэ #1 востока 5–7–3                         | Маэгасира #4 запада 9–6 ★   | Маэгасира #2 востока 1–4–10                       | Маэгасира #12 востока Пропустил из-за травмы 0–0–15 |
| 2020 | Дзюрё #7 востока 6–9       | Дзюрё #8 запада 9–6        | Дзюрё #5 запада Отмена басё 0–0–0                 | Дзюрё #5 запада 9–6         | Маэгасира #17 востока 8–7                         | Маэгасира #13 запада 8–7                            |
| 2021 | Маэгасира #12 востока 9–6  | Маэгасира #6 запада 7–8    | Маэгасира #6 запада 9–6                           | Маэгасира #2 запада 10–5    | Комусуби #1 запада 8–7                            | Комусуби востока 5–10                               |
| 2022 | Маэгасира #2 запада 8–7    | Маэгасира #2 востока 9–6   | Маэгасира #1 запада Пропустил из-за травмы 0–0–15 | Маэгасира #2 запада 12–3 В★ | Комусуби запада 6–9                               | Маэгасира #2 запада 4–11                            |
| 2023 | Дисквалиф.                 | Дзюрё #3 востока 14–1      | Маэгасира #13 запада Отставка 0–0–0               | x                           | x                                                 | x                                                   |
| Результат приведен как победил-проиграл-снялся Юсё (победа) Дзюнъюсё (второе место) Интай (отставка) Не выступал в макуути Специальные призы: Д=За боевой дух (Канто-сё); В=За выдающееся выступление (Сюкун-сё); Т=За техническое совершество (Гино-сё) Ещё показаны: ★=Кимбоси; P=Участие в дополнительном финале Лиги: Макуути — Дзюрё — Макусита — Сандаммэ — Дзёнидан — Дзёнокути Ранги макуути: Ёкодзуна — Одзэки — Сэкивакэ — Комусуби — Маэгасира |                            |                            |                                                   |                             |                                                   |                                                     |